# 诺瓦费尔特里亚
诺瓦费尔特里亚（義大利語：Novafeltria），是意大利里米尼省的一个市镇。总面积41.78平方公里，人口7343人，人口密度175.8人/平方公里（2009年）。ISTAT代码为099023。